# Вне подозрений (фильм, 2000)
«Вне подозрений» (англ. Auggie Rose, или Above Suspicion) (другое название — «Во власти наваждения») — американский кинофильм. Первоначально вышел на телеэкраны в кабельной сети Cinemax под названием «Огги Роуз», затем был выпущен на видео под названием «Вне подозрений», а впоследствии также имел ограниченный прокат в кинотеатрах.

## Сюжет
Страховой агент Джон Нолан становится свидетелем неожиданной смерти бывшего преступника Огги Роуза. Чувствуя вину, Джон пытается как можно больше разузнать об Огги, и узнает, что у того была подруга по переписке. Люси не знает, что Огги мёртв, и собирается на первое свидание с ним. А Джон решает изобразить Огги, селится в его квартире, и начинает встречаться с ни о чём не подозревающей Люси.

## В ролях
| Актёр           | Роль               |
| --------------- | ------------------ |
| Джефф Голдблюм  | Джон Нолан-младший |
| Энн Хеч         | Люси Браун         |
| Нэнси Трэвис    | Кэрол              |
| Тимоти Олифант  | Рой Мэсон          |
| Ричард Т. Джонс | офицер Декер       |
| Ким Коутс       | Огги Роуз          |
| Джон Сантос     | Эмануэль           |
| Пейдж Мосс      | Норин              |